# Baso Chökyi Gyeltshen
| Tibetische Bezeichnung                             |
| -------------------------------------------------- |
| Wylie-Transliteration: ba so chos kyi rgyal mtshan |
| Chinesische Bezeichnung                            |
| Vereinfacht: 巴索•却吉坚赞                         |
| Pinyin:Basuo Queji Jianzan                         |

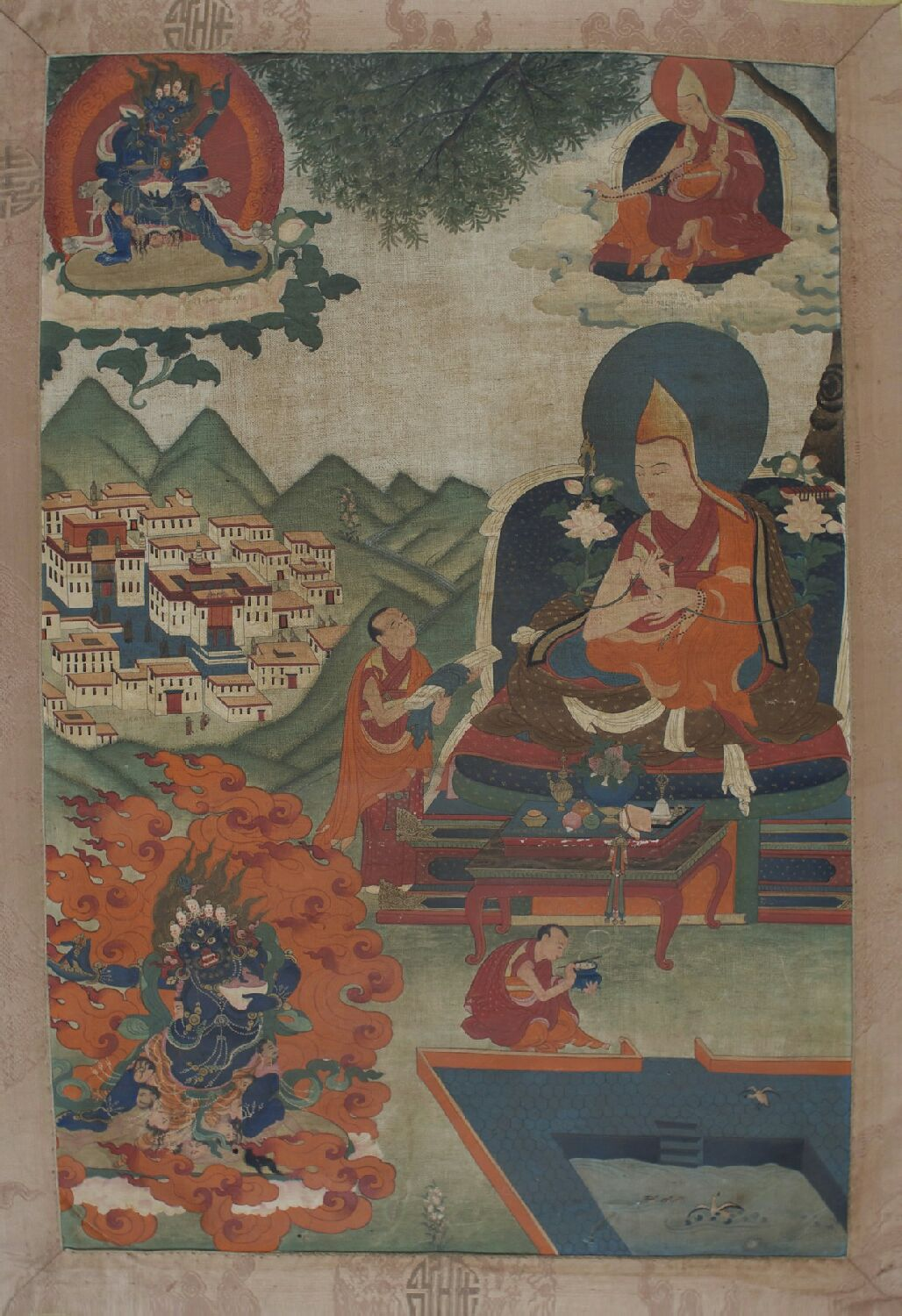
Baso Chökyi Gyeltshen, 1. Tatshang Rinpoche (Kündeling-Inkarnationslinie)

Baso Chökyi Gyeltshen  (ba so chos kyi rgyal mtshan; geb. 1402; gest. 1473) war ein Mönch der Gelug-Schule des tibetischen Buddhismus. Er war der 6. Ganden Thripa, der Abt des Klosters Ganden in der Nachfolge Tsongkhapas. Er war der 1. Tatshag Rinpoche (siehe auch den Artikel zum Kloster Kündeling). 
Chökyi Gyeltshen war einer der Hauptschüler von Togden Jampel Gyatsho.
Tsongkhapa gab seine Nahe Linie (nye brgyud) mündlich an Jampel Gyatsho weiter, der sie wiederum an Baso Chökyi Gyeltshen übertrug. Chökyi Gyeltshens Lehrer Jampel Gyatsho war auch der unmittelbare Empfänger von Tsongkhapas Lamrim-Linie (d. h. der Linie des graduellen Pfades). Diese gab er an Khedrub Je weiter, der sie wiederum an Baso Chökyi Gyeltshen übertrug. Diese Linie ging dann weiter bis an den 1. Penchen Lama, durch dieselbe Abfolge von Meistern wie die der Gelug-Kagyü-Linie der Mahamudra.